# Jörg Schätzle
Jörg Schätzle ist ein ehemaliger deutscher Basketballspieler.

## Werdegang
Schätzle bestritt elf Jugendländerspiele sowie sieben A-Länderspiele für die der Deutsche Demokratische Republik (DDR). Er war Mitglied der Mannschaft der HSG Technische Hochschule Magdeburg, die 1988 die erste DDR-Meisterschaft der Vereinsgeschichte gewann und auf diese Weise die jahrelange Dominanz des Serienmeisters AdW Berlin beendete.